# 邦雅曼·布克佩蒂

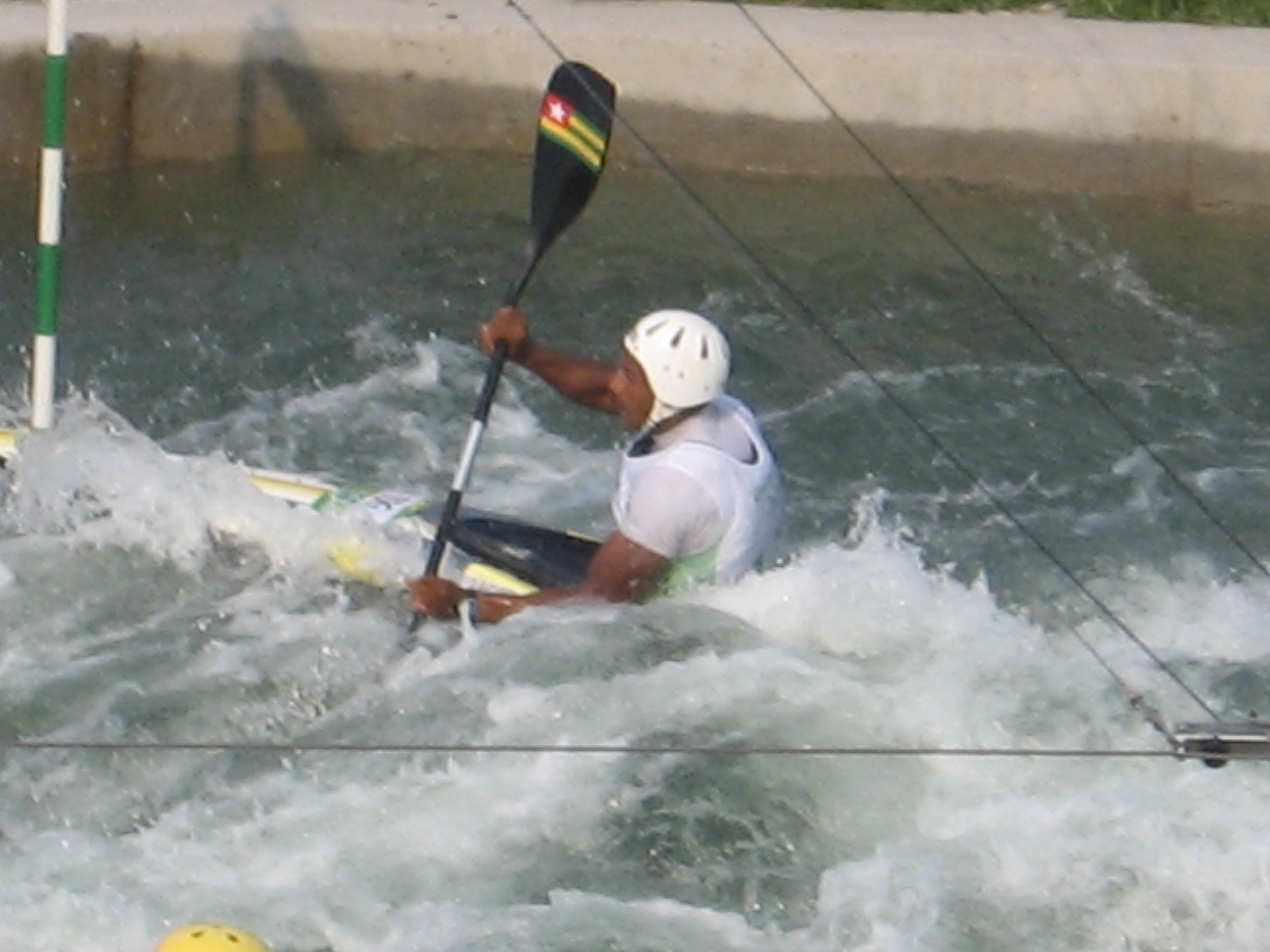

邦雅曼·布克佩蒂（1981年8月4日—），出生于法国，多哥皮划艇运动员。
2008年北京奧運，邦雅曼·布克佩蒂於男子皮划艇激流回旋單人皮艇奪得一面銅牌，為多哥取得第一面夏季奧運會獎牌。